# Ветринци
Ветринци е село в Северна България. То се намира в община Велико Търново, област Велико Търново.

## География
Селото е разположено живописно на двата бряга на река Янтра, която го разделя на две части – Горна и Долна махала.
Между двете махали има асфалтиран път, а преминаването през реката става по два моста. Старият е сводест от каменна зидария и като историята му не е много добре проучена, но през 19 век е събарян от придошлата река. Новият мост е строен през седемдесетте години на 20 век. Село Ветринци се намира на 18 км западно от В. Търново и е на 2 км от главния път София – Варна. Отстои на почти равни разстояния от София /207 км./ и Варна /240 км./.
Името на английски: Vetrintsi
Транскрипции на английски: Vetrinci, Vetrintzi, Vetrentsi, Vetrentzi
Местоположение: Северен централен район.
Площ на Село Ветринци: 19.542km2 (НСИ)
Телефонен код на Село Ветринци: 06113 от България, 003596113 от чужбина.

## Население
Численост на населението според преброяванията през годините:
| \| Година на преброяване \| Численост \| \| --------------------- \| --------- \| \| 1934 \| 1018 \| \| 1946 \| 928 \| \| 1956 \| 705 \| \| 1965 \| 451 \| \| 1975 \| 335 \| \| 1985 \| 238 \| \| 1992 \| 207 \| \| 2001 \| 154 \| \| 2011 \| 136 \| \| 2021 \| 175 \| |           |
| Година на преброяване | Численост |
| 1934 | 1018      |
| 1946 | 928       |
| 1956 | 705       |
| 1965 | 451       |
| 1975 | 335       |
| 1985 | 238       |
| 1992 | 207       |
| 2001 | 154       |
| 2011 | 136       |
| 2021 | 175       |

### Етнически състав
Преброяване на населението през 2011 г.
Численост и дял на етническите групи според преброяването на населението през 2011 г.:
|                     | Численост | Дял (в %) |
| Общо                | 136       | 100.00    |
| Българи             | 130       | 95.58     |
| Турци               |           |           |
| Цигани              | 0         | 0.00      |
| Други               | 4         | 2.94      |
| Не се самоопределят |           |           |
| Неотговорили        | 1         | 0.73      |

## Културни и природни забележителности
- Антична и средновековна крепост има в местността Магарешки токове на 1.29 км южно по права линия от центъра на селото. Крепостта е изградена на скалист хълм, заобиколена от река Янтра, към която склоновете на възвишението са отвесни. Стената е заложена върху скала, която е изградена от ломен камък, споен с хоросан и смесен със ситни тухлени късчета. Градежът на крепостта следва да се отнесе към 5 – 7 век и вероятно укреплението е било пътна станция на античен път. Като цяло крепостта „Магарешки токове“ с напречни крепостни стени надолу към река Янтра е интересен средновековен обект, сходен със средновековния Търновград и конкретно с неговата цитадела и хълма Царевец.
- Интересна забележителност е криволичещият пролом на р. Янтра с надвиснали скали и вековни широколистни гори. На 100 метра от новия мост спокойното течение на реката е оформило вир с дълбочина 1.5 метра – 2 метра и пясък на брега, който се използва за плаж през летните месеци.

### Църква
Православен храм „Св. Димитрий“ е построен в селото през 1840-а година.